# Marktwächter
Die Marktwächter sind ein auf Marktbeobachtung beruhendes Frühwarnsystem im deutschen Verbraucherschutz, das Gefahren in den Bereichen Digitale Welt, Energie und Finanzen für Verbraucher frühzeitig aufdecken und so Schaden abwenden soll. Die Marktwächter sind ein Gemeinschaftsprojekt des Verbraucherzentrale Bundesverbandes e. V. (vzbv) und der 16 Verbraucherzentralen in Deutschland. Die Marktwächter Finanzen und Digitale Welt haben ihre Arbeit 2015 aufgenommen, der Marktwächter Energie im August 2017. Das Bundesministerium der Justiz und für Verbraucherschutz (BMJV) fördert die Marktwächter Digitale Welt, Energie und Finanzen.

## Zielsetzung / Aufgabe
Aufgabe der Marktwächter ist es, Erkenntnisse über Probleme von Verbrauchern im Finanzmarkt, in der Digitalen Welt und im Bereich Energie zu gewinnen, schnelle Gegenmaßnahmen zu ermöglichen und so möglichen Schaden von Verbrauchern abzuwenden. Grundlage dieses Frühwarnsystems ist die verbraucherorientierte Marktbeobachtung, die der Verbraucherzentrale Bundesverband (vzbv) gemeinsam mit den Verbraucherzentralen seit 2015 neu aufgebaut hat.
Grundlage für die verbraucherorientierte Marktbeobachtung sind alle Anfragen und Beschwerden von Verbrauchern aus den Beratungsgesprächen in den 16 Verbraucherzentralen in Deutschland. Zusätzlich erfasst werden Beschwerden, die über das Onlineportal www.marktwaechter.de eingehen.
Dabei werden Fälle, die sich beispielsweise durch einen hohen Schaden für Verbraucher auszeichnen, Maschen, die eine besondere Zielgruppe fokussieren und Themen, die besonders häufig auftreten oder ganz neu sind, in einer zentralen Datenbank gesammelt und von den Marktwächter-Experten ausgewertet.
Sind diese Auswertungsergebnisse auffällig, aktuell und relevant, wird die Öffentlichkeit beispielsweise in Form von Pressemeldungen, Verbraucherwarnungen sowie Verbraucheraufrufen informiert. Zudem teilen die Marktwächter ihre Erkenntnisse kontinuierlich den zuständigen Aufsichtsbehörden mit wie beispielsweise der Bundesanstalt für Finanzdienstleistungsaufsicht (BaFin), der Bundesnetzagentur (BNetzA) oder dem Bundeskartellamt (BKartA).  

## Arbeitsweise und Themen

### Arbeitsweise der Marktwächter: Erkennen – Informieren – Handeln
Die Arbeitsweise der Marktwächter erfolgt nach dem Prinzip „Erkennen – Informieren – Handeln“:
1. Im ersten Schritt werden die erfassten Verbraucherbeschwerden analysiert und juristisch bewertet. Dadurch werden systematische Probleme erkannt.
2. Im zweiten Schritt informieren die Marktwächter Verbraucher, Politik, Aufsichtsbehörden, Anbieter oder andere Akteure über ihre Erkenntnisse.
3. Im dritten Schritt können die Verbraucherzentralen zusammen mit dem vzbv auf Grundlage der Marktwächter-Erkenntnisse Maßnahmen, zum Beispiel der Rechtsdurchsetzung, ergreifen und Anbieter abmahnen. Zudem fließen die Erkenntnisse in das Beratungsangebot der Verbraucherzentralen ein.

### Themen
Die Marktwächter bearbeiten Themen, die sich verschiedenen Schwerpunkten zuordnen lassen:

#### Marktwächter Digitale Welt
- Digitale Dienstleistungen (z. B. Preisvergleichs- und Bewertungsportale, Partnerbörsen und Onlinespeicherdienste)
- Digitaler Wareneinkauf (z. B. eCommerce, mCommerce und Shopping-Apps)
- Nutzergenerierte Inhalte (z. B. soziale Netzwerke, Blogs, Foren, Messenger und Quantified-Self-Dienste)
- Digitale Güter (z. B. eBooks, Mp3s, Apps und Games)
- Telekommunikationsdienstleistungen (z. B. Festnetz, Mobilfunk, Internetanbieter und Bandbreitenleistung)

#### Marktwächter Finanzen
- Geldanlage / Altersvorsorge (z. B. Riester-Rente, Rürup-Rente, Geldanlagen, Aktienfonds und Zertifikate)
- Immobilienfinanzierung (z. B. Annuitätendarlehen und Bausparverträge)
- Versicherungen (z. B. Lebensversicherungen, Hausratversicherungen und private Krankenversicherungen)
- Grauer Kapitalmarkt (z. B. Nachrangdarlehen, stille Beteiligungen und Genussrechte)
- Bankdienstleistungen und Konsumentenkredite (z. B. Girokonto, Kreditkarte und Verbraucherdarlehen)

#### Marktwächter Energie
- Strom- und Gasmarkt (z. B. ungewollter Anbieterwechsel, Bonuszahlungen)
- Fernwärme (z. B. Preisanpassungen in laufenden Verträgen)
- Heizkostenabrechnungen (z. B. Fehlerstatistik und Verhältnismäßigkeit von Ablesedienstkosten)
- Bezahlbarkeit von Energie (z. B. Stromsperren)

### Marktbeobachtung
In rund 200 Beratungsstellen der Verbraucherzentralen in Deutschland sowie über das Marktwächterportal können Verbraucher Beschwerden oder Hinweise melden. Diese werden in einer bundesweiten Datenbank zentral gesammelt und anschließend inhaltlich analysiert und bewertet. In einem eigens für die Marktbeobachtung entwickelten Prozess werden besonders auffällige Fälle aus den Beratungsgesprächen wie beispielsweise dreiste Abzocken, neue Maschen oder außerordentlich hohe Schadenssummen gemeldet.
Ergibt die Analyse, dass es sich um systematische, überregionale oder bundesweite Probleme handelt, werden anschließend auf Grundlage der Auswertungsergebnisse mögliche Maßnahmen zur Beseitigung des Missstands geprüft und ggf. umgesetzt. Diese Maßnahmen reichen von einer gezielten Information von Verbrauchern, Politik und Aufsichtsbehörden, dem Führen von Anbieterdialogen oder der Abmahnung von Unternehmen, um die Beseitigung dieser Missstände zu erwirken. Bedarfsweise durchgeführte „vertiefende Marktanalysen“ dienen dabei der weiteren Vertiefung von Erkenntnissen und Fragestellungen der verbraucherorientierten Marktbeobachtung.

### Beteiligung von Verbrauchern
Um frühzeitig Missstände in den betrachteten Märkten aufzudecken, setzen die Marktwächter auch auf direkte Hinweise von Verbrauchern. Zusätzlich zu einem Beratungsgespräch in den Verbraucherzentralen können Verbraucher auch selbst auf der Webseite www.marktwaechter.de über ein Beschwerdeformular Probleme mit Produkten oder Anbietern des digitalen Marktes, des Finanz- oder Energiemarktes melden. Außerdem werden regelmäßig Aufrufe zu aktuellen Untersuchungen der Marktwächter auf der Website veröffentlicht, bei denen Verbraucher Informationen zu spezifischen Themen einreichen können.

## Ergebnisse
Bis Ende 2018 konnten in den Marktwächtern Digitale Welt und Finanzen aus mehr als 2,5 Millionen Beratungen und Auskünften über 30.000 auffällige Meldungen von Verbrauchern herausgefiltert, gesammelt und ausgewertet werden. Es wurden 52 explizite Marktwächterwarnungen ausgesprochen, 139 Anbieter abgemahnt, 40 Untersuchungsberichte veröffentlicht und 12 Urteile erwirkt. Im später eingeführten Marktwächter Energie wurden zwischen August 2017 und Dezember 2018 aus etwa 55.000 erfassten Meldungen um die 2.000 als auffällig identifiziert und untersucht. In diesem Zeitraum wurde eine explizite Verbraucherwarnung ausgesprochen und es wurden sechs Anbieter abgemahnt und drei Untersuchungsberichte erstellt.
Im November 2018 hat der Verbraucherzentrale Bundesverband zusammen mit den Verbraucherzentralen erstmals Zahlen und Fakten aus der Beschwerdestatistik und dem Frühwarnnetzwerk veröffentlicht. Daraus geht hervor, dass in den bundesweit 16 Verbraucherzentralen im ersten Halbjahr 2018 insgesamt 307.000 Anfragen und Beschwerden von Verbrauchern eingegangen sind. Für die Marktwächter waren es rund 7.000 auffällige Meldungen, das sind im Schnitt 270 pro Woche. Bei auffälligen Meldungen geht es um Fälle mit hohem Schaden für Verbraucher, fragwürdigen Anbietern sowie um neue Maschen und Tricks von Unternehmen.

## Hintergrund
Bedürfnisse und Wissen von Verbrauchern variieren stark je nach Markt. Die zunehmende Komplexität auf Grund der Digitalisierung sowie der zunehmenden Angebotsvielfalt sorgen dafür, dass sich Verbraucher vermehrt in Märkten bewegen, die vielschichtig und unübersichtlich sind bzw. Expertenwissen erfordern, über das nicht alle Verbraucher verfügen. Besonders stark zeigte sich diese Entwicklung in den Bereichen Finanzen und Digitales, aber auch Energie. In dem Koalitionsvertrag von CDU, CSU und SPD in 2013 beschlossen die Partner daher zunächst „die bestehenden Verbraucherorganisationen mit einer speziellen Marktwächterfunktion Finanzmarkt und Digitale Welt zu beauftragen“. 2017 wurde diese Marktwächterfunktion auf den Energiemarkt ausgedehnt. In dem 2018 geschlossenen Koalitionsvertrag erklärten die beteiligten Parteien CDU, CSU und SPD: „Wir wollen die vorhandenen Marktwächter durch eine finanzielle Förderung verstetigen und auf eine rechtliche Grundlage stellen.“
Am 17. Oktober 2014 gab das Bundesministerium der Justiz und für Verbraucherschutz (BMJV) bekannt, dass ein Zuwendungsbescheid mit einer Anschubfinanzierung in Höhe von 1,5 Millionen Euro für die Konzeption der Marktwächter bereitgestellt wird und diese bereits ab Februar des darauffolgenden Jahres aufgebaut werden können. Insgesamt wurden die zwei zunächst bis Ende 2017 befristeten Marktwächter vom BMJV mit rund fünf Millionen Euro pro Jahr gefördert. Bis Ende 2019 unterstützt das BMJV diese nochmals mit jährlich 5 Millionen Euro. Der Aufbau des Marktwächters Energie begann im August 2017. In der ersten Phase bis Ende 2018 wurde das Projekt vom BMJV mit 1,9 Millionen Euro gefördert. In der aktuellen Förderungsphase (Januar bis Dezember 2019) beträgt die Fördersumme 3,1 Millionen Euro.